# البرقة (صعدة)
البرقه هي إحدى قرى الجمهورية اليمنية. وهي تتبع جغرافيًا لمحافظة صعدة. وإداريًا لمديرية كتاف والبقع. يبلغ تعداد سكانها 1728 نسمة حسب الإحصاء الذي أجري عام 2004.